# Gretchen G
Gretchen Mariana Serrao Cabrera (Ciudad Guayana; 21 de junio de 1990-Miami, Florida; 8 de octubre de 2018), más conocida como Gretchen G o simplemente Gretchen, fue una cantante y compositora venezolana.

## Biografía
Gretchen, ya desde pequeña, cantaba y escribía sus propias canciones. Se mudó a Miami, Estados Unidos, cuando tenía apenas quince años para adentrarse más aún en la composición, en el canto, en la actuación y el baile. Inició su carrera profesional con su álbum Mírame, siendo el primer sencillo del mismo La salida, canción coescrita y producida por Adrian Posse, la cual alcanzó el Top 10 en la lista del Billboard. Su segundo sencillo, Te amaré por siempre, fue producido por Maffio y alcanzó el Top 20 en el Billboard. A finales del 2013 su tercer sencillo, Tu princesa, coescrito por Gocho y producido por Santana, llega al puesto 2 en el Billboard. En 2013 fue nominada al Premio Lo Nuestro como Artista Femenina Tropical del Año.

### Fallecimiento
Gretchen fue encontrada muerta en su casa de Miami el 8 de octubre de 2018. Su familia declaró que sufría una enfermedad que causó su fallecimiento. Tenía 28 años.

## Discografía

### Álbumes de estudio
- 2012: La salida (remixes)

### Sencillos
- La salida (2012)
- Te amaré por siempre (2013)
- Tu princesa (2014)
- Solita (2017)